# Nicolette Shea
Nicolette Shea (Las Vegas, 18 novembre 1986) è un'attrice pornografica statunitense.

## Biografia
Nicolette Shea è nata il 18 novembre 1986 a Las Vegas, Nevada, ma è cresciuta a Rocklin, in California. Oggi vive a Las Vegas dove professa anche la sua passione a livello semi professionale, il poker.

## Carriera
Prima di entrare nell'industria ha lavorato come cam-girl ed è stata nominata nel 2011 Cybergirl of the Month di Ottobre da parte di Playboy. Nel 2017 entra nel mondo del porno, girando la prima scena con la casa Brazzers con la scena "Don't Bring Your Sister Around Me" che è stata la più vista dell'anno tanto che subito dopo ha stipulato il primo contratto con la stessa casa di produzione.
Nel 2018 ha preso parte alla terza edizione di Brazzers House dove è risultata la più votata sia dopo la prima fase che durante la prova finale che le ha permesso di esser incoronata vincitrice, oltre ad aggiudicarsi il premio finale di $20,000. Ha tatuato sulla parte destra della schiena una rosa.
Ad oggi ha preso parte ad oltre 180 film con numerose case di produzioni quali Brazzers, Digital Playground e Reality Kings.

## Riconoscimenti
- Pornhub Awards
  - 2018 – Vincitrice per Instagrammer of the Year (Fan Award)[5]
- Nightmoves Awards
  - 2018 – Vincitrice per Social Media Star of the Year (Fan Award)[6]